# Martin Moudio
Martin Moudio (né le 4 septembre 1935 à Douala à l'époque au Cameroun français et aujourd'hui au Cameroun) est un joueur de football camerounais qui évoluait au poste de milieu de terrain et d'attaquant.

## Biographie
Martin Moudio évolue en Division 2 avec les clubs du FC Nantes et des Girondins de Bordeaux. Il dispute un total de 56 matchs en Ligue 2, marquant 18 buts.
Il est demi-finaliste de la Coupe de France en 1961 avec les Girondins.